# Nephilim
『Nephilim』（ネフィリム）は、abingdon boys schoolの3枚目のシングル。2007年7月4日発売。発売元はエピックレコードジャパン。

## 解説
- プレイステーション3専用ソフト『FolksSoul -失われた伝承-』主題歌。2007年5月22日より「PLAYSTATION Store」・「FolksSoul -失われた伝承-公式サイト」にて「Nephilim」を使用したミュージック・ビデオが配信。
- 前作に続き、カップリングは英語詞楽曲。
- 初回盤は通常盤と異なる3大特典付。
  1. オリジナル学生手帳封入。
  2. 抽選プレゼント応募券封入（1stシングルからアルバムまでの連動企画）。
  3. 公式サイトにて壁紙などがダウンロードできるID、パスワード期間封入（2007年7月20日まで）。

## 収録曲
全作詞：西川貴教　編曲：abingdon boys school
1. Nephilim
  - 作曲：岸利至

PS3専用ソフト『FolksSoul -失われた伝承-』主題歌。
2. LOST REASON
  - 作曲:柴崎浩

## 収録アルバム
Nephilim
- abingodon boys school
- Tokyo Rock City
- Teaching Materials

LOST REASON
- abingodon boys school (feat. MICRO from HOME MADE 家族)
- Teaching Materials
- FAMILY TREE 〜Side Works Collection Vol.1〜 (feat. MICRO from HOME MADE 家族)

## 参加ミュージシャン
- 長谷川浩二：ドラム（#1,2）
- IKUO：ベース（#1,2）